# Фігури росту

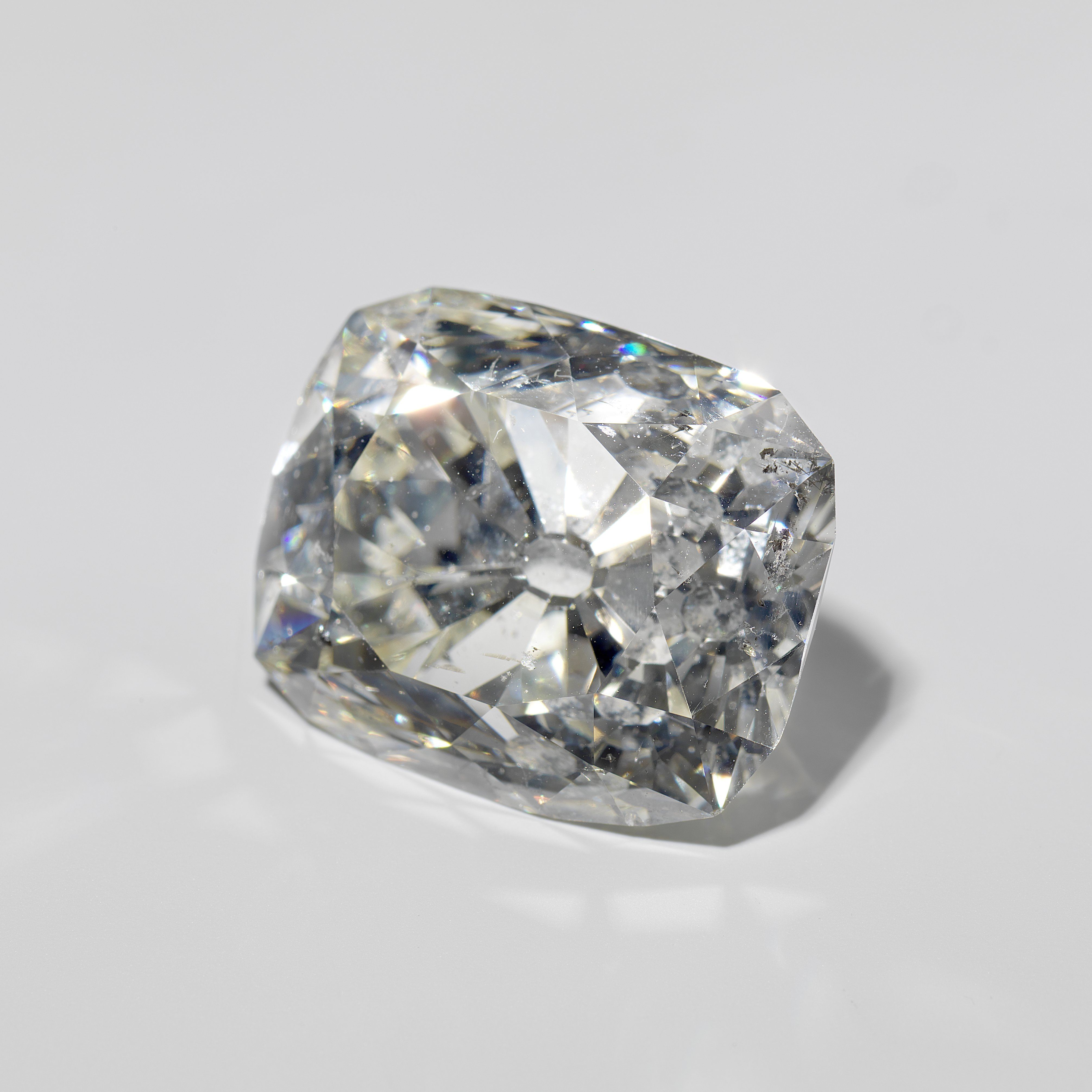
Піраміди росту в алмазі

Фігури росту (рос. фигуры роста, англ. growth pattern, нім. die Anwachsfiguren f pl) — фігури, що виникають на гранях кристалів за деяких умов росту у зв'язку з нерівномірним надходженням речовини. Фігури росту звичайно являють собою кристалічні скелети.

## Інтернет-ресурси
- Arthur N. Palmer. Patterns of dissolution porosity in carbonate rocks.